# Bahnstrecke Passau–Neumarkt-Sankt Veit
| |                      |                                     |                                     |
| Streckennummer (DB): | 5832                 |                                     |                                     |
| Kursbuchstrecke (DB): | 946                  |                                     |                                     |
| Kursbuchstrecke: | 426w (1946)          |                                     |                                     |
| Streckenlänge: | 97,24 km             |                                     |                                     |
| Spurweite: | 1435 mm (Normalspur) |                                     |                                     |
| Streckenklasse: | C4                   |                                     |                                     |
| Minimaler Radius: | 173 m                |                                     |                                     |
| Streckengeschwindigkeit: | 80 km/h              |                                     |                                     |
| Zugbeeinflussung: | PZB                  |                                     |                                     |
| |                      |                                     |                                     |
| \| \| \| von Wels Hbf \| \| \| \| 0,000 \| Passau Hbf \| 303 m \| \| \| 1,700 \| Passau Gbf \| Passau Gbf \| \| \| 2,100 \| Passau-Auerbach \| Passau-Auerbach \| \| \| 2,568 \| nach Obertraubling und nach Freyung \| nach Obertraubling und nach Freyung \| \| \| 2,863 \| Hammerbach (40 m) \| Hammerbach (40 m) \| \| \| 4,765 \| Neustift (b Passau) (ehem. Bf) \| 325 m \| \| \| 9,680 \| Pfenningbach \| 421 m \| \| \| 12,235 \| Neukirchen (Inn) \| Neukirchen (Inn) \| \| \| 16,133 \| Zellerbach (111 m) \| Zellerbach (111 m) \| \| \| 16,410 \| Fürstenzell \| 358 m \| \| \| 18,950 \| Bad Höhenstadt (ehem. Bf) \| 340 m \| \| \| 22,6+153 \| Engertsham (ehem. Bf) \| Engertsham (ehem. Bf) \| \| \| 22,6+20222,800 \| (Kilometersprung +2 m) \| (Kilometersprung +2 m) \| \| \| 26,097 \| Sulzbach (Inn) \| 312 m \| \| \| 30,365 \| Ruhstorf (ehem. Bf) \| 319 m \| \| \| 31,350 \| Flutbrücke (42 m) \| Flutbrücke (42 m) \| \| \| 31,532 \| Rott (144 m) \| Rott (144 m) \| \| \| 31,750 \| Flutbrücke (52 m) \| Flutbrücke (52 m) \| \| \| \| Anschluss RW Silicium \| \| \| \| 34,055 \| Pocking \| 322 m \| \| \| \| nach Simbach (Inn) \| \| \| \| 39,040 \| Kühnham \| Kühnham \| \| \| 43,571 \| Karpfham (ehem. Bf) \| 341 m \| \| \| 47,540 \| Bayerbach (ehem. Bf) \| Bayerbach (ehem. Bf) \| \| \| 49,740 \| Luderbach \| Luderbach \| \| \| 52,670 \| Bad Birnbach \| 353 m \| \| \| 56,381 \| Altbach (54 m) \| Altbach (54 m) \| \| \| 56,620 \| Anzenkirchen (ehem. Bf) \| 362 m \| \| \| 59,155 \| Rott (135 m) \| Rott (135 m) \| \| \| 63,118 \| Pfarrkirchen \| 376 m \| \| \| 65,820 \| Postmünster \| Postmünster \| \| \| 67,780 \| Kaismühle \| Kaismühle \| \| \| 72,220 \| Hebertsfelden (ehem. Bf) \| 398 m \| \| \| 75,487 \| Gern-Altenburg \| Gern-Altenburg \| \| \| 76,269 \| Eggenfelden Mitte \| Eggenfelden Mitte \| \| \| 77,805 \| Eggenfelden \| 417 m \| \| \| 80,741 \| Huldsessen (Awanst) \| Huldsessen (Awanst) \| \| \| 83,613 \| Dietfurt (Rott) (Awanst, ehem. Bf) \| Dietfurt (Rott) (Awanst, ehem. Bf) \| \| \| 88,370 \| Massing \| 431 m \| \| \| 92,820 \| Hörbering \| Hörbering \| \| \| \| von Pilsting \| \| \| \| 94,998 \| Elsenbach (Abzw) \| Elsenbach (Abzw) \| \| \| \| von Landshut (Bay) Hbf \| \| \| \| 97,240 \| Neumarkt-St. Veit \| 446 m \| \| \| \| nach Mühldorf (Oberbay) \| \| \| \| \| \| \| \| Quellen: [1][2][3][4][5][6] \| \| \| \| |                      |                                     |                                     |
| Strecke |                      | von Wels Hbf                        | von Wels Hbf                        |
| Bahnhof | 0,000                | Passau Hbf                          | 303 m                               |
| Dienststation / Betriebs- oder Güterbahnhof | 1,700                | Passau Gbf                          | Passau Gbf                          |
| ehemaliger Haltepunkt / Haltestelle | 2,100                | Passau-Auerbach                     | Passau-Auerbach                     |
| Abzweig geradeaus und nach rechts | 2,568                | nach Obertraubling und nach Freyung | nach Obertraubling und nach Freyung |
| Brücke über Wasserlauf | 2,863                | Hammerbach (40 m)                   | Hammerbach (40 m)                   |
| Haltepunkt / Haltestelle | 4,765                | Neustift (b Passau) (ehem. Bf)      | 325 m                               |
| ehemaliger Bahnhof | 9,680                | Pfenningbach                        | 421 m                               |
| Haltepunkt / Haltestelle | 12,235               | Neukirchen (Inn)                    | Neukirchen (Inn)                    |
| Brücke über Wasserlauf | 16,133               | Zellerbach (111 m)                  | Zellerbach (111 m)                  |
| Bahnhof | 16,410               | Fürstenzell                         | 358 m                               |
| Haltepunkt / Haltestelle | 18,950               | Bad Höhenstadt (ehem. Bf)           | 340 m                               |
| Haltepunkt / Haltestelle | 22,6+153             | Engertsham (ehem. Bf)               | Engertsham (ehem. Bf)               |
| Kilometer-Wechsel | 22,6+20222,800       | (Kilometersprung +2 m)              | (Kilometersprung +2 m)              |
| Bahnhof | 26,097               | Sulzbach (Inn)                      | 312 m                               |
| Haltepunkt / Haltestelle | 30,365               | Ruhstorf (ehem. Bf)                 | 319 m                               |
| Brücke über Wasserlauf | 31,350               | Flutbrücke (42 m)                   | Flutbrücke (42 m)                   |
| Brücke über Wasserlauf | 31,532               | Rott (144 m)                        | Rott (144 m)                        |
| Brücke über Wasserlauf | 31,750               | Flutbrücke (52 m)                   | Flutbrücke (52 m)                   |
| Abzweig geradeaus und von links |                      | Anschluss RW Silicium               | Anschluss RW Silicium               |
| Bahnhof | 34,055               | Pocking                             | 322 m                               |
| Abzweig geradeaus und ehemals nach links |                      | nach Simbach (Inn)                  | nach Simbach (Inn)                  |
| ehemaliger Bahnhof | 39,040               | Kühnham                             | Kühnham                             |
| Haltepunkt / Haltestelle | 43,571               | Karpfham (ehem. Bf)                 | 341 m                               |
| Haltepunkt / Haltestelle | 47,540               | Bayerbach (ehem. Bf)                | Bayerbach (ehem. Bf)                |
| ehemaliger Haltepunkt / Haltestelle | 49,740               | Luderbach                           | Luderbach                           |
| Bahnhof | 52,670               | Bad Birnbach                        | 353 m                               |
| Brücke über Wasserlauf | 56,381               | Altbach (54 m)                      | Altbach (54 m)                      |
| Haltepunkt / Haltestelle | 56,620               | Anzenkirchen (ehem. Bf)             | 362 m                               |
| Brücke über Wasserlauf | 59,155               | Rott (135 m)                        | Rott (135 m)                        |
| Bahnhof | 63,118               | Pfarrkirchen                        | 376 m                               |
| ehemaliger Haltepunkt / Haltestelle | 65,820               | Postmünster                         | Postmünster                         |
| ehemaliger Bahnhof | 67,780               | Kaismühle                           | Kaismühle                           |
| Haltepunkt / Haltestelle | 72,220               | Hebertsfelden (ehem. Bf)            | 398 m                               |
| ehemaliger Haltepunkt / Haltestelle | 75,487               | Gern-Altenburg                      | Gern-Altenburg                      |
| Haltepunkt / Haltestelle | 76,269               | Eggenfelden Mitte                   | Eggenfelden Mitte                   |
| Bahnhof | 77,805               | Eggenfelden                         | 417 m                               |
| Blockstelle | 80,741               | Huldsessen (Awanst)                 | Huldsessen (Awanst)                 |
| Blockstelle | 83,613               | Dietfurt (Rott) (Awanst, ehem. Bf)  | Dietfurt (Rott) (Awanst, ehem. Bf)  |
| Bahnhof | 88,370               | Massing                             | 431 m                               |
| ehemaliger Bahnhof | 92,820               | Hörbering                           | Hörbering                           |
| Abzweig geradeaus und ehemals von rechts |                      | von Pilsting                        | von Pilsting                        |
| ehemalige Blockstelle | 94,998               | Elsenbach (Abzw)                    | Elsenbach (Abzw)                    |
| Abzweig geradeaus und von rechts |                      | von Landshut (Bay) Hbf              | von Landshut (Bay) Hbf              |
| Bahnhof | 97,240               | Neumarkt-St. Veit                   | 446 m                               |
| Strecke |                      | nach Mühldorf (Oberbay)             | nach Mühldorf (Oberbay)             |
| |                      |                                     |                                     |
| Quellen: |                      |                                     |                                     |

Die Bahnstrecke Passau–Neumarkt-Sankt Veit (auch: Rottalbahn) ist eine eingleisige, nicht elektrifizierte Nebenbahn im südöstlichen Bayern. Sie führt von Passau über Pocking, Pfarrkirchen und Eggenfelden nach Neumarkt-Sankt Veit. Mit einer Länge von 97 km ist sie die längste Nebenbahn Bayerns. Die Strecke wird von der DB RegioNetz Infrastruktur GmbH unter der Marke Südostbayernbahn (SOB) betrieben.

## Topographie

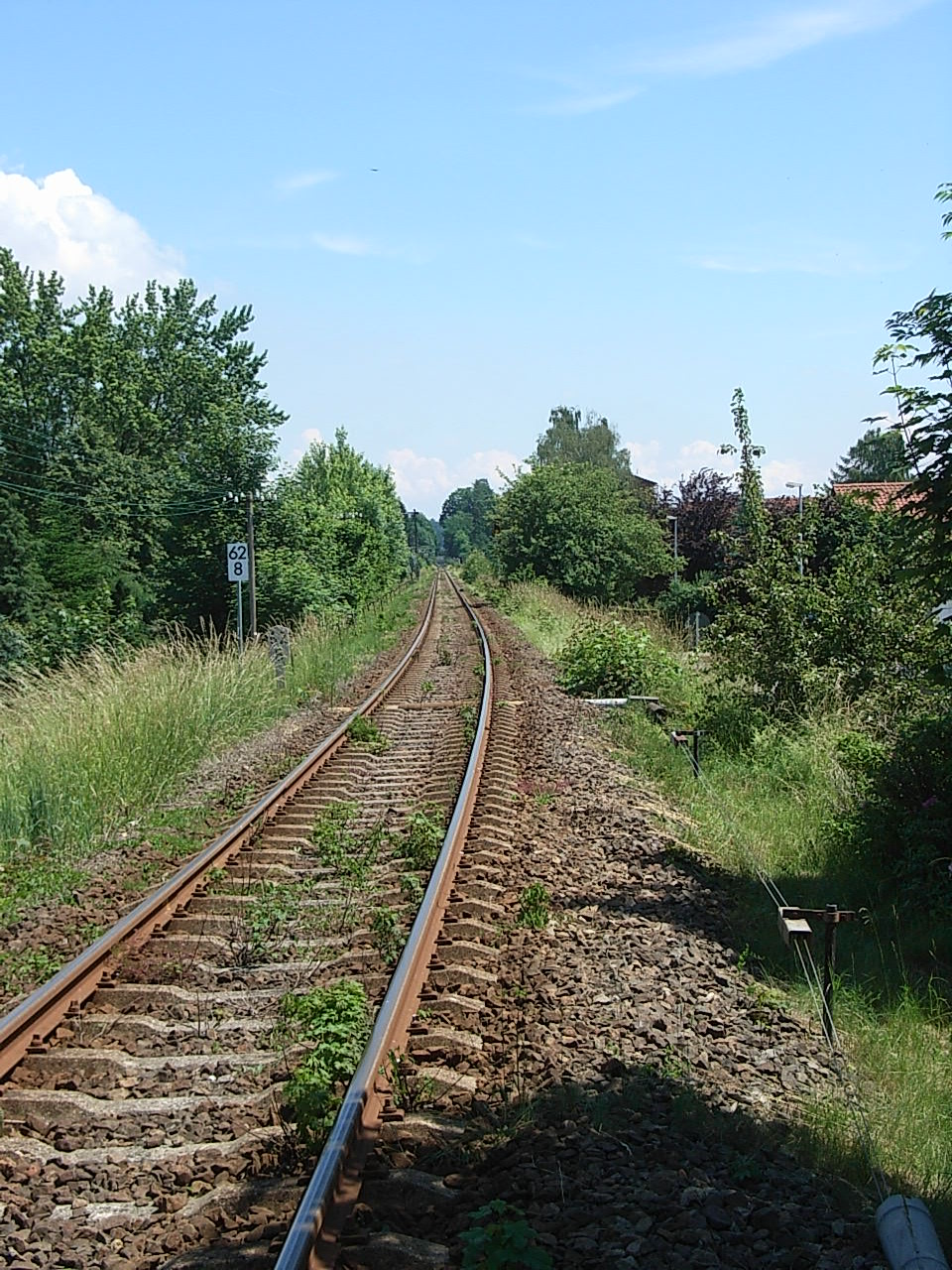
Die 3 km lange Gerade von Pfarrkirchen nach Anzenkirchen

Die Strecke verläuft durch zwei sehr unterschiedliche Naturräume. Der Abschnitt von Passau bis Sulzbach am Inn durchquert kurvenreich den Neuburger Wald, einen die Donau überschreitenden Ausläufer des Bayerischen Waldes. Die weitere Strecke folgt dem Fluss Rott auf fast seiner gesamten Länge. Das west-östlich verlaufende Rottal unterbricht mit seinen durchschnittlich 2 km Breite das Isar-Inn-Hügelland und ermöglicht eine günstige Linienführung. Die Anschlussstrecke von Neumarkt nach Mühldorf am Inn führt dann durchs Hügelland aus dem Rott- ins Inntal. Die unterschiedlichen Landschaftsbedingungen zeigen sich in den Fahrzeiten: 2016 braucht eine Regionalbahn, fahrplanmäßig im Stundentakt, 41 Minuten für die ersten 26 km von Passau ins nach Luftlinie nur 14,1 km entfernte Sulzbach am Inn; von dort 84 Minuten für die weiteren 71 km nach Neumarkt.

## Geschichte

### Bau
Die Strecke wurde in zwei Etappen gebaut. Nach dem Baubeginn 1878 wurde zum 1. September 1879 das 63 km lange Teilstück Neumarkt-Sankt Veit–Pocking als Sekundärbahn eröffnet. Am 4. Oktober 1883 erhielt sie Anschluss nach Landshut. Nach der Bewilligung des östlichen Weiterbaus im Jahre 1884 wurde das 35 km lange Teilstück Pocking–Passau in den Jahren 1887 und 1888 fertiggestellt. Ab dem 6. Oktober 1888 war die Strecke damit komplett befahrbar. An diesem Tag ging um 9.15 Uhr der Probezug mit einer D VII und sieben Personenwagen von Passau ab. Um 14.30 Uhr startete der Zug in Pocking zur Rückfahrt.
Dieses zweite Teilstück war als Lokalbahn ausgeführt worden. Am 15. Oktober 1888 wurde die Lokalbahn mit zwei gemischten Zügen in jeder Richtung eröffnet.
Von Pocking aus wurde eine Verbindungsstrecke nach Tutting an der Strecke Simbach am Inn – Kößlarn gebaut. Nach der Fertigstellung am 1. Dezember 1914 verkehrten ab Pocking durchgehende Züge nach Simbach am Inn. Reisende in Richtung Kößlarn mussten in Tutting umsteigen.

### Modernisierungsmaßnahmen
Um Stundentakt auf der Strecke einführen zu können, wurde sie ausgiebig saniert, der Haltepunkt Massing für ca. 2,3 Mio. Euro zum Kreuzungsbahnhof ausgebaut. Weitere beim Stundentakt regelmäßig genutzte Kreuzungsbahnhöfe sind Fürstenzell, Pocking und Pfarrkirchen, bei einzelnen Zügen auch Sulzbach und Eggenfelden. Der Haltepunkt Eggenfelden Mitte wurde in Zentrumsnähe neu eingerichtet, die Haltepunkte Bad Höhenstadt, Neukirchen am Inn und Passau-Neustift sowie der Bahnhof Fürstenzell modernisiert. Um all das zu realisieren, wurden ab 2002 10 Millionen Euro in den Ausbau der Strecke investiert. Des Weiteren wurden 2009 Sulzbach am Inn, Ruhstorf an der Rott, Neustift b. Passau und Engertsham ebenfalls erneuert. Dafür standen insgesamt weitere gut 200.000 Euro zur Verfügung, davon 140.000 Euro für den Bahnhof Sulzbach am Inn, der im September 2009 fertiggestellt wurde. Von Mitte November bis Anfang Dezember 2008 wurde die gesamte Strecke abschnittsweise gesperrt und der Oberbau erneuert, mehrere Bahnübergänge aufgelassen und andere mit technischer Sicherung versehen. Im Dezember 2025 sollen die mechanischen Stellwerke in Pocking und Bad Birnbach durch ein neues elektronisches Stellwerk ersetzt werden.

### Betrieb
Bei Eröffnung des Betriebs befuhren drei Zugpaare pro Tag die Strecke. Sie war anfangs fahrplanmäßig in zwei Strecken geteilt, die sich in Pfarrkirchen trafen. Die Zahl der Züge steigerte sich, aber nach dem Ersten Weltkrieg lag die Zugdichte wieder bei nur drei Zugpaaren.
Im Frühjahr 1933 nahmen die nur in wenigen Exemplaren gebauten Triebwagen der Baureihe VT 133 („Wismar“) vom Hauptbahnhof Passau den Betrieb auf der Strecke auf. Der Fahrplan von 1934 zeigt, dass damals von den vier Personenzügen täglich drei von Triebwagen gefahren wurden. Sie legten die Strecke in 159 Minuten zurück, der Dampfzug gezogen von einer DR-Baureihe 64 dagegen brauchte 240 Minuten, wovon allein 12 bzw. 15 Minuten in Pocking und Pfarrkirchen zum Wasserfassen erforderlich waren.
1977 gab es Bestrebungen, die Strecke stillzulegen. Vor allem wegen des Fremdenverkehrs im Niederbayerischen Bäderdreieck wurde davon, trotz der ungünstigen Streckenführung, Abstand genommen. Zeitweise bediente auch die Zuggattung Fern-Express (FD) Pfarrkirchen, so beispielsweise 1992/1993 das Zugpaar 1920/1921 Rottaler Bäderdreieck von und nach Nürnberg.
Am 1. September 1979 wurde in Pfarrkirchen die 100-Jahr-Feier zum Bestehen der Strecke Neumarkt-Sankt Veit–Pocking mit besonderer Festlichkeit begangen, auch als Protest gegen die Stilllegungspläne. Uerdinger Schienenbusse der Baureihe VT 98 besorgten meist den regulären Personenverkehr in der zweiten Hälfte des 20. Jahrhunderts, bevor sie durch Triebwagen der Baureihe 628 ersetzt wurden. Die damals neuen Triebwagen verkehren noch heute im Regionalverkehr. Seit dem Fahrplanwechsel im Dezember 2024 verkehren planmäßig Fahrzeuge der Baureihe 642. Die Baureihe 628 ist nur noch ersatzweise anzutreffen.
Der Güterverkehr war früher bedeutsam: im Jahr 1987 befuhren wochentags nicht weniger als elf Güterzüge die Strecke – meist jedoch jeweils nur Teilstrecken. Zum Einsatz kamen die Baureihen 211, 332 und 333.
Seit Eröffnung des Liniensterns Mühldorf 1994 wurde hier bis Dezember 2009 annähernd ein Zwei-Stunden-Takt angeboten, ab 2001 von der Südostbayernbahn, einem Tochterunternehmen der Deutschen Bahn. Seit Dezember 2009 verkehren die Züge im Stundentakt. Der Personenverkehr auf der Strecke soll bis Ende 2024 weiter von der DB-Tochter Südostbayernbahn erbracht werden.

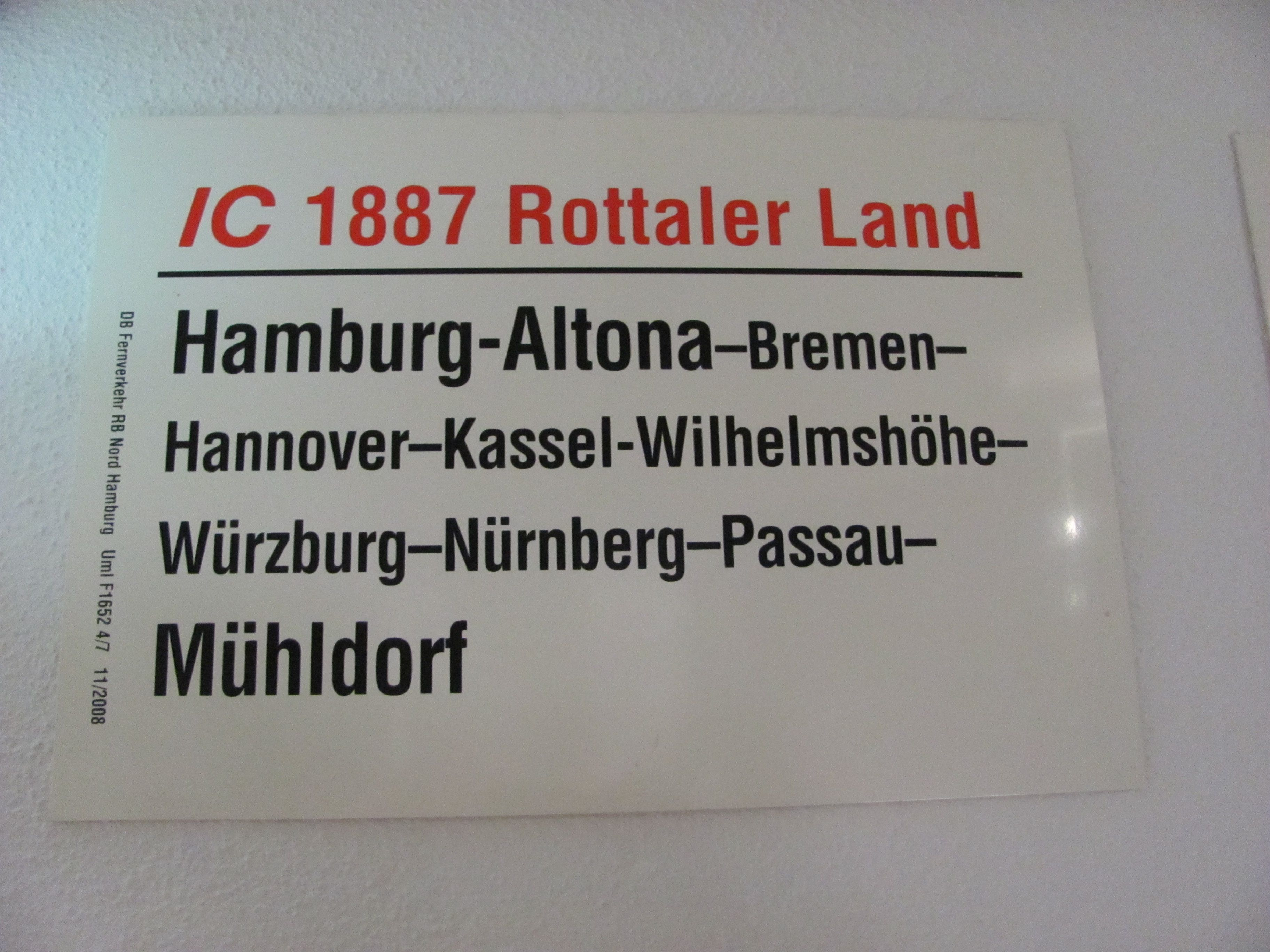
Zuglaufschild des IC Rottaler Land

Mit den Zügen Rottaler Land und Rottaler Bäderdreieck verkehrten Kurswagen von und nach Hamburg und Dortmund. Das Angebot richtete sich an die Kurgäste des Bäderdreiecks in den Landkreisen Passau und Rottal-Inn. Zuletzt verkehrte samstags eine Kurswagengruppe aus dem Intercity Rottaler Land zwischen Hamburg und Mühldorf am Inn über Passau. Tariflich war dieser Zug der Zuggattung Regional-Express zugeordnet und verkehrte im Zielgebiet in der Zeitlage einer an den übrigen Wochentagen mit einem Triebwagen gefahrenen Regionalbahn. Der Zug wurde in der Regel von einer Diesellokomotive der DB-Baureihe 218 gezogen. Dieser Verkehr wurde zum Fahrplanwechsel im Dezember 2014 eingestellt.
Die Bahnhöfe Bad Birnbach und Sulzbach (Inn) sind durchgeschaltet; lediglich das Stellwerk in Sulzbach ist für eine Zugkreuzung wochentags in der Früh besetzt. Der Bahnhof Karpfham war bis zu dessen Rückbau auch durchgeschaltet. Aufgrund der durchgeschalteten Bahnhöfe und der damit verbundenen langen Blockabstände ist es nicht möglich, zusätzliche Züge über die Strecke zu führen.
Im Güterverkehr wird nur noch der Abschnitt Neumarkt-St. Veit–Eggenfelden befahren, um die Gleisanschlüsse in Dietfurt und Huldsessen (Müllumladestation) zu bedienen (Stand 2025).
Im Juli 2023 beantragte die Südostbayernbahn den Rückbau des Bahnhofs Karpfham zum Haltepunkt. Der Rückbau erfolgte im Dezember 2023.

### Unfälle
Am 8. Januar 1916 um 19:30 Uhr stürzte der Personenzug 81 aufgrund eines Dammrutsches zwischen Pfenningbach und Neustift eine Böschung hinunter. Der Lokführer starb, der Heizer wurde schwer, vier Beamte und acht Reisende leicht verletzt.
Immer wieder ereigneten sich Unfälle auf den etwa 100 nicht beschrankten Bahnübergängen.
- Am 14. August 2008 sind zwei Motorrollerfahrer an verschiedenen Stellen gestorben.[22]
- Ein weiterer tödlicher Unfall ereignete sich  am 16. Juli 2009, als ein Rentner eine geschlossene Schranke in Pocking missachtete. Dieser Bahnübergang war erst zwei Wochen zuvor in Betrieb genommen worden.[23]

### Ausblick
Die Strecke zählt zu den bayerischen Strecken, für die bis 2029 im Rahmen der Leistungs- und Finanzierungsvereinbarung III nicht näher genannte „Streckenertüchtigungen und -beschleunigungen“ vorgesehen sind.

## Streckenverlauf
Passau Hauptbahnhof im Donautal an der Magistrale Bahnstrecke Passau–Regensburg wird westwärts verlassen und nach dem Güterbahnhof bei Auerbach (Passau) südwärts in den Seitengraben des Hammerbachs hinein abgebogen, um in den Neuburger Wald hinauf zu gelangen. Bei Pfennigbach ist der Kulminationspunkt auf über 400 m Seehöhe erreicht und nunmehr geht es kurvenreich hinein ins Niederbayerische Hügelland bis Fürstenzell. Von dort wird der Senke des Sulzbachs abwärts und südostwärts bis ins weite Tal der Rott bei Sulzbach am Inn gefolgt. Hier knickt die Trassierung wieder westwärts ab und quert die Rott bei Ruhstorf, wobei sie in weiterer Folge südlich des Gewässers bis Pfarrkirchen hält. Pocking wird nun erschlossen ebenso wie Bad Birnbach. Nach dem Wechsel auf den nördlichen Talboden und der Passage von Pfarrkirchen, Eggenfelden und Massing erreicht die Strecke schließlich Neumarkt-Sankt Veit, wo sie Anschluss an die Fortsetzung nach Landshut und jene nach Mühldorf hat.

## Aktueller Betrieb

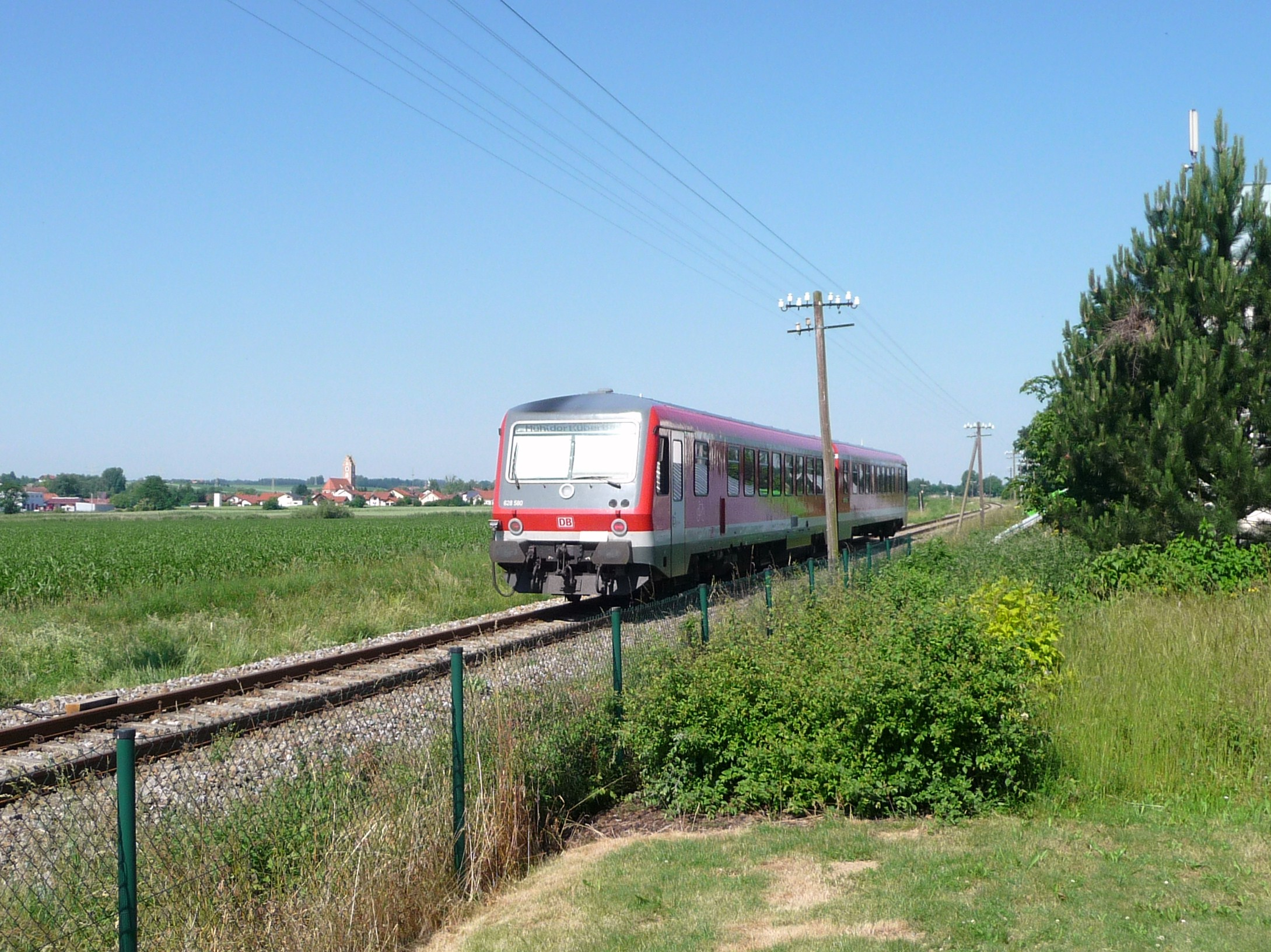
Ein Zug im Juni 2009 zwischen Eggenfelden und Massing

Zwischen Passau und Eggenfelden wird die Strecke ausschließlich im Zugmeldebetrieb gesichert. Im Jahr 2021 wurde das System Technisch unterstützter Zugmeldebetrieb (TuZmb) eingerichtet. Ein klassischer Streckenblock besteht auf der Strecke Passau–Neumarkt-Sankt Veit nicht.

### Planverkehr
| Linie | Strecke                                                            | Takt      | Fahrzeugeinsatz |
| ----- | ------------------------------------------------------------------ | --------- | --------------- |
| RB 46 | Passau Hbf – Pocking – Pfarrkirchen – Neumarkt-St. Veit – Mühldorf | stündlich | Baureihe 642    |

Täglich nutzen im Schnitt ca. 2.600 Fahrgäste die Rottalbahn. Dies ist ein Plus von 34 Prozent gegenüber der Zeit, als Züge im Zwei-Stunden-Takt verkehrten. Einzelne Fahrten bieten Direktverbindungen zu anderen Endpunkten des Liniensterns an. Planmäßige Zugkreuzungen finden dabei in Massing, Eggenfelden, Pfarrkirchen, Pocking und in Fürstenzell sowie in Einzelfällen in Sulzbach (Inn) statt.

### Tarif
Grundsätzlich gelten die Nahverkehrstarife und -angebote von DB Regio, der die den Verkehr auf der Strecke betreibende Südostbayernbahn als RegioNetz untersteht. Darüber hinaus bietet die Südostbayernbahn eigene Pauschaltickets sowohl für den Gesamtbereich als auch für Teilbereiche ihres Streckennetzes an. Zwischen Passau und Karpfham ist die Bahn in den Verbundtarif DonauWald integriert, zwischen Bayerbach und Massing gelten die Tarifbestimmungen der Verkehrsgemeinschaft Rottal-Inn. Für Fahrten ausschließlich innerhalb der jeweils genannten Streckenabschnitte kommen die Tarife der jeweiligen Verkehrsgemeinschaft zur Anwendung.

### Sonderfahrten
Auf der Rottalbahn kam mehrmals im Jahr die historische Schienenbusgarnitur der Baureihe 798/998 der Passauer Eisenbahnfreunde (PEF) e. V. zum Einsatz. Der 798 706-8 ist der letzte VT 798, der die Strecke 1994 als planmäßiger Reisezug befuhr. Weiterhin befahren die Dampflokomotiven 638.1301 und 657.2770 der Österreichischen Gesellschaft für Eisenbahngeschichte (ÖGEG) mit zweiachsigen Spantenwagen gelegentlich die Strecke. Durch die Einführung des Stundentakts im Dezember 2009 wurden Sonderfahrten aufgrund der begrenzten Streckenkapazitäten sehr erschwert.

## Denkmalgeschützte Bauten

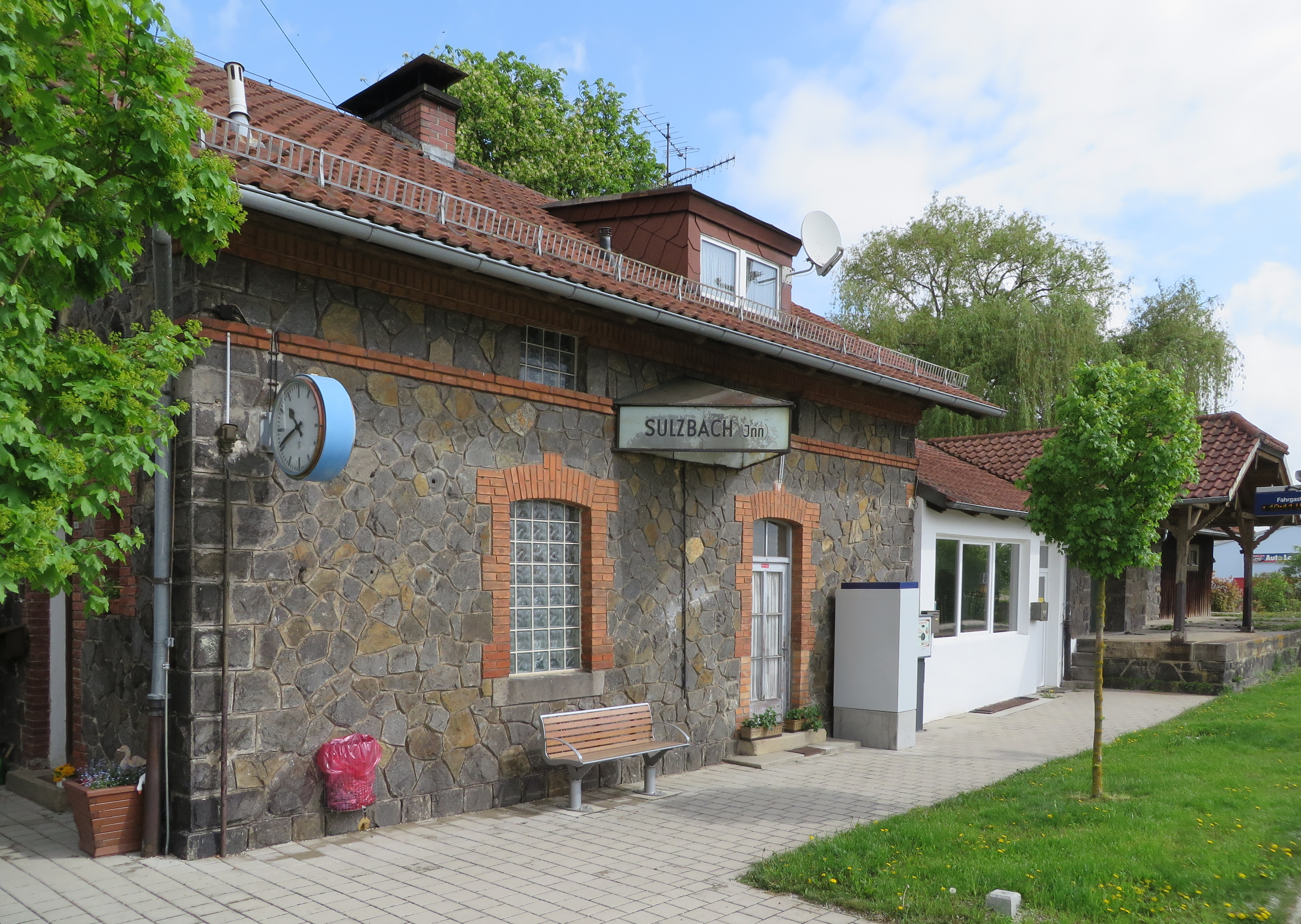
Bahnhof Sulzbach (Inn)

Bahnhof Sulzbach (Inn) ⊙
Das Empfangsgebäude des Bahnhofs Sulzbach (Inn), ein Bruchsteinbau, dessen Stichbogenfenster mit Ziegeln eingefasst sind, steht heute unter Denkmalschutz.
Bahnhof Fürstenzell ⊙
Der Bahnhof Fürstenzell liegt am Streckenkilometer 16,4 auf 358 m Höhe, bis auf die beiden Kreuzungsgleise wurden die weiteren Gleisanlagen bereits abgebaut. Alle Bahnhofsgebäude, das Empfangsgebäude mit angebauter Wartehalle, der Güterschuppen sowie der Freiabtritt, sind aus Bruchstein mit stichbogenförmigen Fenstereinfassungen aus Ziegeln und stehen heute als Ensemble unter Denkmalschutz.
Haltepunkt Bad Höhenstadt ⊙
Die Betriebsstelle Bad Höhenstadt, ein Haltepunkt mit Anschlussstelle, benannt nach dem gleichnamigen Wallfahrtsort Bad Höhenstadt liegt auf 340 m Höhe. Die Bahnhofsanlage, eine insgesamt dreiteilige Anlage aus Bruchstein, steht unter Denkmalschutz.
Haltepunkt Engertsham ⊙

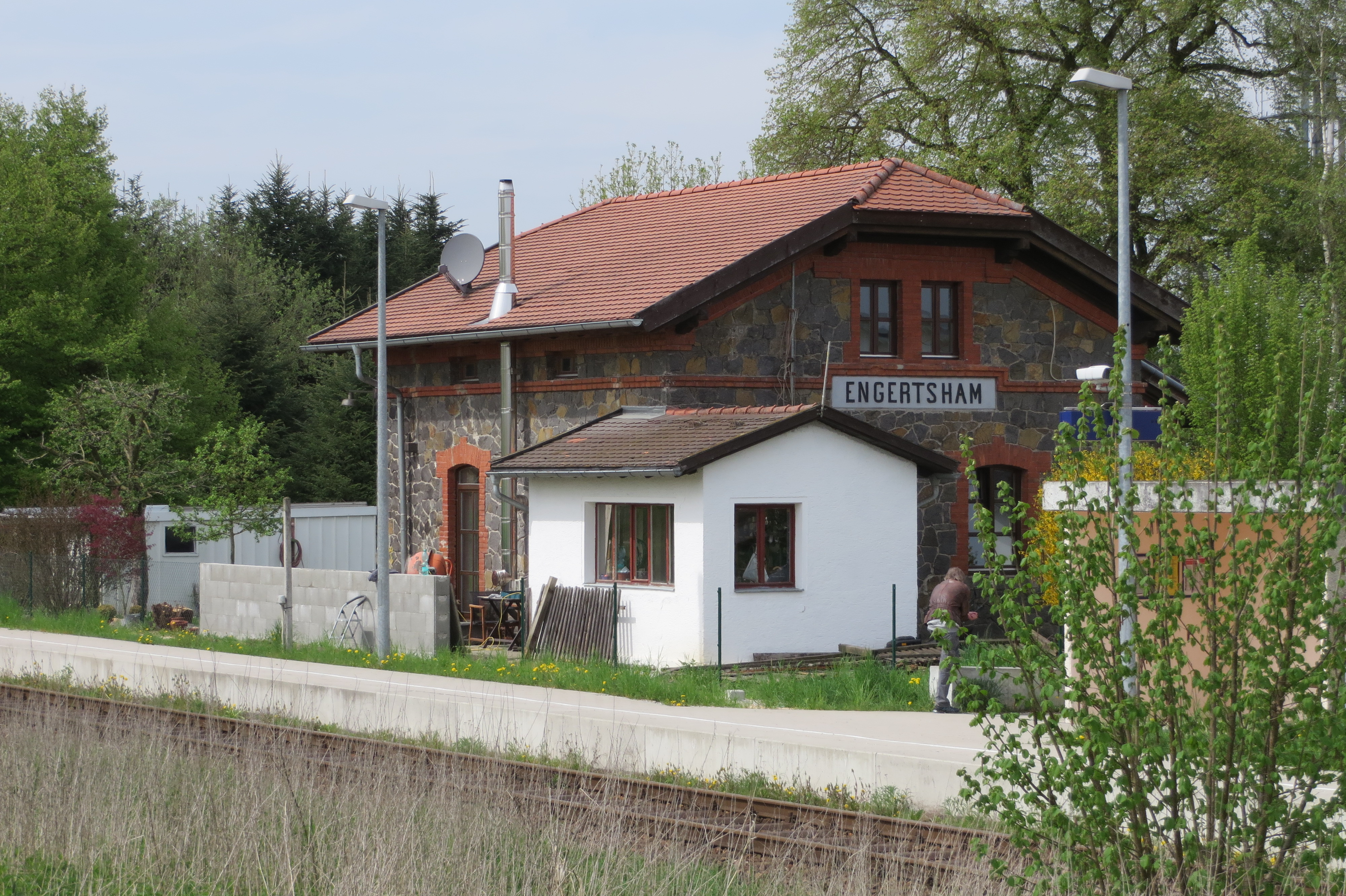
Haltepunkt Engertsham

Am Streckenkilometer 22,7 liegt der Bedarfshaltepunkt Engertsham südlich des namensgebenden Ortsteils Engertsham des Marktes Fürstenzell. Das Empfangsgebäude, ein kleiner Bruchsteinbau, steht heute unter Denkmalschutz. Bei dem Gebäude mit Halbwalmdach sind die stichbogigen Tür- und Fensteröffnungen aus rotem Backstein errichtet.
Bahnhof Eggenfelden ⊙
Das Empfangsgebäude des Bahnhofs Eggenfelden, ein mit flachem Walmdach gedeckter dreistöckiger Sichtziegelbau, steht heute unter Denkmalschutz. Es wurde von der Stadt Eggenfelden gekauft, in dem Gebäude die betrieblichen Räume der Bahn baulich abgetrennt und im übrigen Gebäude sowie in der angrenzenden, ehemaligen Güterhalle Wohnungen für Flüchtlinge eingebaut.